# Rosemary Peto
Maud Rosemary Peto (1916-1998) foi uma pintora e artista britânica.
Peto nasceu em Londres, filha do Major Sir Ralph Harding Peto e Frances Ruby Vera Lindsay, uma família de artistas, e estudou desenho na Westminster School of Art durante 1931 e 1932 e depois, após uma pausa na carreira, no Royal College of Art de 1953 a 1956. Um curso de medicina levou Peto a interessar-se por biologia e plantas, e tanto plantas quanto flores apareceram frequentemente na sua primeira exposição individual na galeria Sally Hunt & Patrick Seale Fine Art em 1985. Após o casamento, Peto ficou conhecida como Viscondessa Hinchingbroke e, após a sua morte, em Salisbury, Wiltshire, uma exposição retrospectiva das suas pinturas foi realizada no Mall Galleries, em Londres, em 1999.